# Queen of Peace
«Queen of Peace» es una canción de la banda de rock indie británica Florence and the Machine que forma parte de su tercer álbum de estudio, How Big, How Blue, How Beautiful, publicado en 2015. Fue escrita por Florence Welch y por Markus Dravs, quien también la produjo. Se lanzó el 21 de agosto de 2015 como tercer sencillo del álbum. Debutó en la UK Singles Chart en el puesto 178, llegando tres semanas más tarde al número 133, siendo el primer sencillo de la banda que se encuentra por debajo del Top 100 desde Lover to Lover, en 2012.

## Vídeo musical
El videoclip es una oda audiovisual de 10 minutos en los que se intercala tanto el vídeo que trata de la propia canción, así como el interludio siguiente conformado por Long & Lost, con el que termina. El vídeo, que fue grabado en la isla escocesa de Easdale (en el conjunto de las islas Slate), fue dirigido por Vincent Haycock y estrenado el 27 de julio de 2015.

## Personal

### Florence and the Machine
- Florence Welch – voz principal y coros
- Mark Saunders – bajo
- Rob Ackroyd – guitarra eléctrica
- Rusty Bradshaw – piano

### Personal adicional
- Markus Dravs – producción
- Robin Baynton – ingeniero de sonido, grabación de cuerdas, metales y flautas
- Jonathan Sagis – ingeniero asistente
- Iain Berryman – ingeniero asistente
- Dan Cox – ingeniero adicional
- Matt Ingram – batería, percusión
- Leo Abrahams – guitarra eléctrica
- Rusty Bradshaw – piano
- James Hallawell – órgano Hammond
- Benson – programación y arreglos de instrumentos
- Janelle Martin – coros
- Nim Miller – coros
- Baby N'Sola – coros
- Sally Herbert – programación, arreglos de instrumentos y conductor de orquesta
- Daniel Newell – trompeta piccolo, fliscorno, trompeta
- Nigel Black – trompa
- Pip Eastop – trompa
- Sam Jacobs – trompa
- Elise Campbell – trompa
- Andy Wood – trombón, bombardino
- John Barclay – trompeta
- Philip Cobb – trompeta
- Andy Crowley – trompeta
- Tom Rees-Roberts – trompeta
- Ed Tarrant – bombardino
- Richard Edwards – trombón tenor
- Oren Marshall – tuba
- Everton Nelson – violín
- Gillon Cameron – violín
- Rick Koster – violín
- Oli Langford – violín
- Bruce White – viola
- Nick Barr – viola
- Ian Burdge – violonchelo
- Eliza Marshall – flauta, flauta alto
- Mat Bartram – grabación de cuerdas, metales y flautas
- Ronan Phelan – asistencia en grabación de cuerdas, metales y flautas
- Craig Silvey – mezclador
- Eduardo de la Paz – mezclador asistente
- Ted Jensen – masterización

## Posición en listas
| Listas (2015)                         | Posición más alta |
| ------------------------------------- | ----------------- |
| Bélgica-Flandes (Ultratop 50 Singles) | 2                 |
| Bélgica-Valona (Ultratop 40 Singles)  | 39                |
| Reino Unido (UK Singles Chart)        | 133               |